# 佑太
佑太（ゆうた、3月23日 - ）は、日本の歌手、俳優、タレント。血液型O型。身長177cm、東京都出身。

## 来歴・人物
- 2001年9月23日ジャニーズ事務所のオーディションを受けた後、帝国劇場や東京ドーム、横浜アリーナ、ミュージックステーションなどでバックダンサーを経験
- 2009年から俳優として役者へ
- 2013年3月1日The LADYBIRDのギタリストとしてバンドを結成
- 2016年2月 The LADYBIRDのギタリストとしてUNIVERSAL MUSIC JAPANよりデビュー[1][2]
- 2019年9月28日のワンマンライブを持ってThe LADYBIRDの活動を休止
- 2020年から俳優を再開

## 出演

### 舞台
2009年
- ミュージカル『最遊記歌劇伝-Dead or Alive-』演出/豊田めぐみ (東京:3月20日-29日サンシャイン劇場/大阪:4月11日-12日シアターBRAVA!)
- 舞台『新宿ミッドナイトベイビー』( 7月23日-27日 )演出/大西淑博 (シアターサンモール) - コウキ 役

2010年
- ミュージカル『ミンキーモモ 鏡のプリンセス』(4月29日-5月5日)演出/藤森一朗 (サンシャイン劇場) - アダム警官 役
- 舞台『舞台 女優』演出/山口茜(東京:5月6日-9日新宿文化センター/京都:5月13日-14日京都府立文化芸術会館/愛知:5月27日-28日愛知県芸術劇場) - 松山 役
- 舞台『SAKURA』(10月27日-31日)演出/大橋由紀子 (AQUA studio) - 田上真蔵 役
- 舞台『GO!JET!GO!GO!』(12月18日-26日)演出/藤森一朗 (AQUA studio) - JET 役

2011年
- 舞台『12人の怒れる男』(2月2日-6日)演出/藤森一朗 (AQUA studio) - 12号 役
- コンサート『日向由子&ひなたおさむ ジョイント・コンサート〜姉と弟夢のハーモニー〜』(2月16日-17日)（すみだトリフォニーホール）
- ミュージカル『オオカミ王 ロボ』シルバースポット役(3月26日-4月3日)演出/源井和仁 (全労済ホール/スペース・ゼロ) - シルバースポット 役
- 舞台『ベンチウォーマーズ』演出/三浦香 (4月27日-5月1日、笹塚ファクトリー) - キヨミズ 役
- 舞台『SAKURA』(再演)演出/大橋由紀子 (5月18日-22日、AQUA studio) -  田上真蔵 役
- 舞台『NEXT DOOR』演出/藤森一朗 (7月13日-18日、AQUA studio) - ナイト 役
- 舞台『信長』演出/藤森一朗  (9月7日-11日、全労済ホール/スペース・ゼロ) - 又佐(前田利家) 役
- 舞台『SAKURA』(再再演）演出/大橋由紀子 (10月5日-10日、AQUA studio) - 田上真蔵 役
- 舞台『PRIDE』演出/松丸雅人 (11月9日-14日、AQUA studio) - 榊 役
- 舞台『12人の怒れる男』(再演）演出/小林秀平(11月23日-27日、AQUA studio) - 4号 役

2012年
- 舞台『KIRA～赤穂事件推理帳～』演出/藤森一朗 (2月1日-6日、両国Air studio) - 芥川龍之介 役
- 舞台『GO!JET!GO!GO!vol.2』演出/藤森一朗 (3月16日-25日、AQUA studio) - JET 役
- 舞台『ふしぎ遊戯～青龍編～』演出/菅野臣太朗  (4月25-5月2日、銀座博品館劇場) -  攻児役
- 舞台『Kiss Me You～がんばったシンプー達へ～』演出/藤森一朗 (5月23-27日、新国立劇場 小劇場) - 長谷川博 役
- 舞台『ステキなチェックメイト』演出/菅野臣太朗 (6月14日-7月3日、HOTEL SHERWOOD) - 泉谷司 役
- 舞台『GO!JET!GO!GO!vol.3』演出/藤森一朗 (7月18日-29日、AQUA studio) - JET 役
- 舞台『信長』(再演)演出/藤森一朗  (8月15日-19日、全労済ホール/スペース・ゼロ) - 又佐(前田利家) 役
- 舞台『MOTHER～特攻の母 鳥濱トメ物語～』演出/藤森一朗 (9月20日-23日、新国立劇場 小劇場) - 大石清 役
- 舞台『walking in the rhythm』演出/田島英明 (10月10日-14日、両国Air studio) - 神様 役
- 舞台『美しすぎない女』演出/吉野家菊之介 (11月7日-11日、両国Air studio) - 宮村敦 役
- 朗読劇『クリスマス・キャロル』演出/保木本真也 (12月3日-4日、東京タワーA2ホール) - クラチット 役
- 舞台『GO!JET!GO!GO!vol.4』演出/藤森一朗 (12月14日-24日、AQUA studio) - JET 役

2013年
- 舞台『リーゼント総理』演出/IKKAN (1月16日〜21日、中野ザ・ポケット) - 西城 役
- ミュージカル『新オオカミ王 ロボ』演出/源井和仁 (3月29日〜4月7日、全労済ホール/スペース・ゼロ) -  シルバースポット 役
- 舞台『眠れぬ町の王子様』演出/加藤真紀子 (8月28日〜9月1日、シアターサンモール) -  飛鳥千鶴 役
- 舞台『ラストチャンス』演出/鄭光誠 (12月3日〜8日、日暮里 d-倉庫) -  主演 冴島蓮 役

2014年
- 舞台『Thunder Lightning Boy』(8月9日～17日、八幡山ワーサルシアター) - 大盛 役

2015年
- 舞台『天國アプリ』演出/エリック  (3月17日〜22日、八幡山ワーサルシアター) -  大盛 役
- 舞台『天國アプリ2 』演出/エリック (8月7日〜16日、八幡山ワーサルシアター) - 大盛 役

2020年
- ミュージカル『Happy spell』演出/青山太久 (1月7日-12日、新宿村LIVE) - アルク 役
- 舞台『淡海乃海～現世を生き抜くことが業なれば～』 演出/西口綾子(3月25日-29日、新宿村LIVE) - 梅丸 役
- 舞台 劇団オモテナシ『空とおもちゃの物語』演出/鄭光誠 (5月20日-24日、CBGKシブゲキ!!) - パズル 役
- 舞台『殺し屋にくびったけ』演出/安藤亮司 (7月8日-12日、シアターサンモール) - 魚勝 役
- 舞台『ティアムーン帝国物語 THE STAGE』演出/篠目ゆき (9月9日〜13日、新宿村LIVE) - ルードヴィッヒ 役
- 舞台『おかしな転生〜おいしい笑顔の作り方〜』演出/尾崎真一 (12月3日-6日、ラゾーナ川崎プラザソル) - シイツ 役

2021年
- N-1グランプリ vol.4(1月7日、大塚ドリームシアター)
- 朗読劇『私の道しるべ project vol.1』（2月10日 - 14日、サンモールスタジオ）- 日替わりゲスト ※14日のみ出演
- 即興演劇session vol.14(2月21日、新宿シアターブラッツ)
- 舞台『淡海乃海-声無き者の歌をこそ聴け-』（3月10日-14日、俳優座劇場）- 主税 役
- 舞台 ブロードウェイ・バウンズプレゼンツ『RED WING』演出/山内勉（4月21日 - 25日、博品館劇場）- 高山慎太郎 役
- 舞台『地獄の沙汰も金次第 って言うけど地獄じゃ金はつかえねぇんだぜ？2-地獄の沙汰も電子マネー-』（5月19日-23日、中目黒キンケロシアター）- ボブ 役
- 舞台 劇団オモテナシ『PRO PAUSE!!』演出/萩原成哉（6月16日-20日、日暮里-d倉庫）-  東乃森三郎 役
- 舞台『ティアムーン帝国物語 THE STAGE Ⅱ』(7月14日〜19日、六行会ホール) - ルードヴィッヒ 役
- 舞台 劇団わ本公演『バック・トゥ・ザ・君の笑顔』（8月25日-29日、中目黒キンケロシアター）-  霧崎俊介 役
- 舞台『Kiss Me You-がんばったシンプー達へ-』演出/藤森一朗（9月15日-20日、中目黒キンケロシアター）-  長谷川博 役
- 舞台『みんなでメイキングBL』（10月21日-24日、東新宿アトリエファンファーレ）-  出井賢史郎 役
- 舞台 劇団オモテナシ『碧い湖に住むニーナ』演出/加藤真紀子（11月11日-14日、日暮里-d倉庫）-  小椋翔馬 役
- 舞台 劇団オモテナシ『空とおもちゃの物語-見上げた空に君がいた-』演出/鄭光誠（12月16 日-5日、日暮里-d倉庫）-  パズル 役

2022年
- 舞台『本能寺オテロ』（1月7日-11日、コフレリオ 新宿シアター）- 森蘭丸 役
- 舞台『トワイライトの涙』（1月19日 - 23日、サンモールスタジオ）- 日替わりゲスト ※21日のみ出演
- 即興演劇session vol.20(2月19日、四谷三丁目ドリームシアター)
- 舞台『歌唱戦隊ライブレンジャー第7回本公演〜4thシングル ヒカリ〜』(3月10日-13日、武蔵野芸能劇場) - Aチーム:緑谷雲雀 役 Bチーム:青野渚 役
- ライブ『作曲家と歌い手』（4月23日-24日、TOKYO CULTURE CULTURE）
- 舞台『愛をなくした男』演出/田中彪(5月18日-22日、すみだパークスタジオ倉）- ハシモトユウスケ 役
- ライブ T-gene Fes vol.3(6月11日、代々木MUSEモード音楽学院本館)
- 舞台『廣島物語』演出/藤森一朗(7月13日-17日、六行会ホール）- 村上武雄 役
- 朗読劇『ジェントルブラックサンタクロース2-あの夏の追憶-』(7月28日-31日、東新宿アトリエファンファーレ）- オリバー 役
- 舞台『歌唱戦隊ライブレンジャー第8回本公演〜5thシングル 繋がる世界〜』(8月4日-7日、武蔵野芸能劇場) - Aチーム:緑谷雲雀 役 Bチーム:小野田秋穂 役
- 舞台『赤羽焼肉劇場』(9月7日-11日、池袋シアターグリーンBIG TREE THEATER）- 瀬川順一 役
- 舞台 CRUSH KITCHEN ENTERTAINMENT VOL.3『サタデーナイトスペシャル』(10月5日-9日、六行会ホール) - 大木戸森助 役
- 舞台『GO,JET!GO!GO! vol.6』(10月13日-16日、東日本橋A-Garage) - Aチーム:JET 役　Bチーム:大地 役
- 舞台 縁劇ユニット流星レトリック 第7回公演『黄泉の国でも愛してる』(11月9日-13日、中野ザ・ポケット) - 桐生天馬 役
- 舞台 EXE.ROCK Entertainment vol.1『ワスルカ』(11月30日-12月4日、中野テアトルBONBON) - 河上大和 役

2023年
- ミュージカル『しんみゅ　幕末歌劇 新選組 ～土方・藤堂の篇～』(2023年1月14日-１５日、四日市市文化会館　2023年２月６日-２月12日、草月ホール）伊東甲子太郎 役
- 舞台 ブロードウェイ・バウンズプレゼンツ『オルガンズ～おんな赤ひげ奮闘記～』演出/山内勉（3月16日 - 19日、博品館劇場）- 吉永隆 役
- 舞台『GO,JET!GO!GO! vintage』(3月23日-26日、東日本橋A-Garage) - Aチーム:大地 役　Bチーム:JET 役
- 舞台『歌唱戦隊ライブレンジャー第9回本公演〜Spring Special Stage〜』(4月6日-9日、萬劇場) - Aチーム:緑谷雲雀 役 Bチーム:花咲誇 役
- 舞台 T-gene Stage『MOMOTARO』演出/田中彪(5月24日-28日、六行会ホール）- 鬼平 役
- 舞台『みっくすじゅーす』(6月2日-4日、中野あくとれ）- パッションフルーツ 役
- 舞台『ミックスター☆ホストクラブ』(6月2日-4日、中野あくとれ）- NO.2ホスト 役
- リーディングミュージカル『リュクルゴスの聖杯』(6月9日-11日、中野ザ・ポケット）- 主演 ジョー 役
- 舞台『貝殻つなぎ』(6月23日-25日、吉祥寺シアター）- 橋本淳文 役
- 舞台『歌唱戦隊ライブレンジャー第10回本公演〜6thシングル 星の輝きに未来を馳せて〜』(7月27日-30日、武蔵野芸能劇場) - Aチーム:緑谷雲雀 役 Bチーム:逆恨シオン 役
- 舞台『梅雨のむらさき』(8月16日-20日、築地ブディストホール）- 岩崎幹雄 役
- 舞台『TATSUYA』(9月13日-18日、新宿 THEATER BRATS）- ケンシー 役
- 舞台『OYUUGIKAI』(10月5日-11日、池袋BOX in BOX）-  ルビー 役、召使い 役
- 舞台『オサエロ』(10月25日-30日、両国エアースタジオ) - 中原修 役　主演
- 舞台『DYED IF COLLECTE~キャロルの憂鬱~』(11月22日-26日、中野HOPE) - 黒の女王 役
- 舞台『誠の挽歌』(12月13日-17日、渋谷伝承ホール) - 土方歳三 役

2024年
- 舞台『雨。今、君は』(1月11日-14日、萬劇場） - たわし 役
- ミュージカル『Happy Spell』(2月21日-25日、中目黒キンケロシアター) - アルク 役
- 舞台『歌唱戦隊ライブレンジャー第11回本公演〜7thシングル 僕のタカラモノ〜』(3月7日-10日、武蔵野芸能劇場) - Aチーム:緑谷雲雀 役 Bチーム:怪盗アヴァリス 役
- 舞台『MIANEYO ~ごめんね。~』(3月20日-24日、俳優座劇場) - 平沼滋 役
- 舞台 劇団バルスキッチン第34回公演『強くてコンティニュー』(4月24日-28日、池袋 BIG TREE THEATER) - 龍崎正臣 役
- ライブ『作曲家と歌い手 Vol.3』(5月5日、新宿伊勢丹会館ガルロチ)
- 舞台EXE.ROCK.Entertainment Another Stage『unknownBET〜キャロルの旋律〜』(5月22日-26日、中野テアトルBONBON) - 黒の女王 役
- 舞台『僕のヒーロー願望』(6月5日-9日、中目黒キンケロシアター) - 雨宮祐 役
- 舞台『僕のヒーロー願望2』(7月10日-14日、中目黒キンケロシアター) - 吉田正義 役
- 舞台『歌唱戦隊ライブレンジャー第12回本公演〜8thシングル 明日を夢見る協奏曲〜』(8月8日-11日、武蔵野芸能劇場) - Aチーム:緑谷雲雀 役 Bチーム:ドーキー 役
- 舞台『劇団オモテナシ』（9月6日 - 9日、DDD AOYAMA CROSS THEATER）
- 舞台『Letter2024』(9月25日-29日、ウッディーシアター中目黒、10月13日、市民ホールとよさと) - 主演 溝口譲 役
- 舞台『覇権DO!!〜戦国高校天下布武〜』(11月1日 - 5日、シアター・アルファ東京) - ユーキ 役
- 舞台 少年Komplex第八回本公演『Song of canary〜夢見る鳥どり〜』(12月19日-23日、せんがわ劇場) - ペンタ 役

2025年
- 舞台『歌唱戦隊ライブレンジャー第13回本公演〜9thシングル 怪物のエレジー〜』(1月16日-20日、萬劇場) - Aチーム:緑谷雲雀 役 Bチーム:ネヴァ 役
- 舞台EXE.ROCK.Entertainment Another Stage『unknownBET〜キャロルの旋律〜2025』(1月29日-2月2日、中野テアトルBONBON) - 黒の女王 役
- ミュージカル『Queen's Pirates〜赤いドラゴンに宛てる手紙〜』(3月26日-30日、新宿伊勢丹館ガルロチ) - 主演 エド 役
- 劇団オモテナシ『令和7年 春』（5月8日 - 11日〈予定〉、CBGKシブゲキ!!）